# Корвин (Хроники Амбера)
Ко́рвин (англ. Corwin) — главный герой первых пяти романов Роджера Желязны из серии «Хроники Амбера». Принц Амбера, второй после Эрика, но первый законный сын Фейеллы и Оберона. На Земле был известен под именем Карл Кори. Отец Мерлина, предполагаемого автора первых книг Хроник, записанных им со слов самого Корвина, и главного героя последних пяти романов серии.
Внешний вид (как он изображён на карте): чёрные волосы, зелёные глаза, одет в чёрное с серебром, с развевающимся чёрным плащом. На вид лет тридцати. Цвета Корвина — чёрный с серебром. Символ Корвина — серебряная роза. Его меч, Грейсвандир, называется несколько раз «клинком ночи» и обладает некими магическими свойствами. Хотя Корвин смертен, как и все члены его семьи, естественная продолжительность его жизни очень велика (много тысяч лет). Кроме того, он обладает высокой способностью к регенерации (например, он за три с небольшим года вырастил новые глаза после того, как его ослепили по приказу Эрика) и сверхчеловеческой физической силой.
Безудержный романтик — по всему Янтарному королевству и на Земле известны баллады Корвина. Пользуется успехом у женщин: Моэри, королевы Ребмы («Девять принцев Амбера»), Лоррен, простолюдинки из одноимённой страны («Ружья Авалона»), а в пятой книге («Владения Хаоса») появляется Мерлин, сын Корвина от Дары, знатной особы со стороны Владений Хаоса.

## Биография

### До событий, описываемых в романе
Принц Корвин родился в королевской семье Амбера, в которой было 15 (не включая непризнанных отцом Корвина, Обероном) детей. У Корвина было 4 старших брата: Бенедикт (отказался от трона), Озрик и Финндо (оба были убиты на войне ещё в довольно юном возрасте) и незаконнорождённый Эрик. Именно все эти факты делали Корвина главным наследником трона Амбера, что совсем не нравилось Эрику, который считал себя наследником.
Первоначально получил домашнее образование. Кроме родного (тари) знает несколько языков, включая английский, владеет всеми видами холодного оружия (его учителем фехтования был старший брат Бенедикт, считавшийся лучшим фехтовальщиком Амбера), теорией и практикой хирургии, экспериментальной химии (случайно открыл состав, заменяющий в Амбере порох) и геологии (работал на алмазных приисках в Южной Африке), знаком с навигацией и картографией. Обладает первоначальными навыками колдовства (учился у Дворкина). В юности принимал участие в нескольких сражениях, защищая Амбер от нападений, в частности, лунных всадников из Генеша, и был правителем Авалона.
Проиграв дуэль своему брату Эрику, был сослан в Тень Земля (наш мир) в средневековый Лондон, где заразился чумой, но выжил, потеряв память. Провёл на Земле несколько столетий с XVII по XX век. Здесь завершил своё образование в нескольких университетах и медицинском институте, специализируясь по фармакологии. В качестве наёмника участвовал во многих войнах, включая поход Наполеона на Москву, где воевал на стороне французов. Является автором многих популярных песен, не названных, однако, в романе. Был лично знаком со многими известными людьми, включая Винсента ван Гога и Зигмунда Фрейда (последний безуспешно лечил его от амнезии). Во время франко-прусской войны был серьёзно ранен и парализован, но через два года снова встал на ноги. В американской армии служил сначала под командованием генерала Ли, а позже — генерала Макартура, затем ушёл в отставку и остался в США, где проживал в уединённом особняке в штате Нью-Йорк. По просьбе Брандона Кори (в реальности это был ещё один брат Корвина, Бранд) был заключен в санаторий имени Портера, где Корвина лечили электрошоком. Корвин сбежал оттуда, что предположительно не понравилось Блейзу, который, по словам Бранда, начал стрелять по колесам машины Корвина, когда она входила в крутой поворот, в результате чего Корвин свалился в озеро. После автомобильной катастрофы был помещён сестрой Флорой в частный госпиталь, с чего начинается первый роман Хроник.
Образ Корвина является собирательным и кроме короля Артура из Авалона включает в себя ряд исторических лиц с тем же именем. Среди них древнеримский полководец Марк Валерий Корвyc (от него в романе появился мотив ворона, чёрной птицы судьбы Корвина), средневековый польский поэт Ваврзинек Корвин и венгерский король Матьяш I Корвин, которые, по представлениям автора, по-видимому, являлись земными отражениями Корвина из Амбера, рождавшимися на Земле ещё до его собственного появления. "Польский" след образа Корвина можно заметить и в его символе, серебряной розе: подобная роза иногда встречается в гербах польских дворян, таких, как Менцинские, а также Каменские (Волынской губ.) и Гадомские (герб последних двух семей восходит к гербу Роля).

### События, описываемые в романе

#### Девять принцев Амбера
В результате автомобильной катастрофы Карл Кори (так героя звали на Земле) вновь лишился памяти, теперь уже и о своей земной жизни. Из госпиталя, где он узнал адрес сестры, Флоры (которую на Земле звали Эвелин Фломель), Кори направляется к ней и, будучи в гостях, начинает вспоминать некоторые моменты прошлого. Неожиданно он встречает брата Рэндома, который спасается от 6 странных существ, преследовавших его. Корвин помог разобраться с тварями, и Рэндом, в знак благодарности, помогает ему попасть в Амбер. По дороге Корвин победил своего младшего брата, Джулиана, и выпытал все данные о родственниках. После того, как в машине кончился бензин, Корвин и Рэндом вошли в Арденский лес, где встретили сестру, Дейдру, которая сбежала из амберской тюрьмы, но была схвачена стражниками Эрика. Братья освобождают Дейдру. Одновременно выясняется, что король Оберон бесследно исчез, и принц Корвин — один из претендентов на престол. Эрик же, по мнению Корвина, узурпировал трон без ведома отца. Тут же Корвин признаётся, что у него проблемы с памятью. Тогда Дейдра советует пройти отражение Огненного Пути в Ребме, подводном отражении Амбера. Рэндом наотрез отказывался идти в Ребму, поскольку когда-то он был женат на Морганте, дочери королевы Ребмы, Мойры. Рэндом оставил Морганту одну, с новорождённым сыном Мартином, за что Мойра приговорила Рэндома в качестве наказания жениться на слепой девушке Виале. Корвин же проходит Образ, и у него восстанавливается память.
Дойдя до конца Образа, Корвин отдал Образу приказ перенести его в Дворец Амбера. Там Корвин сразился с Эриком и чуть было не убил его, но подоспевшая стража не позволила Корвину сделать это. Он успел спастись бегством к Блейзу через Козыри, фамильные карты, которые в семье Амбера играют роль телефона или телепортатора. Он присоединился к брату, собравшему в Тенях армию и флот для атаки на Амбер, так как брат Эрик не намерен им уступать. Также Корвину с помощью Козырей удаётся выяснить, что Оберон жив и разрешает ему, Корвину, занять пустующий трон. Корвин командует флотом, но проигрывает морское сражение флоту ещё одного брата, Каина, и бежит к Блейзу. При штурме Амбера с суши Блейз срывается в пропасть, а Корвин бросил Козыри падавшему брату. Как оказалось потом, Блейз успел переместиться к ещё одной сестре, Фионе. Самого Корвина схватили и заставили короновать Эрика. На церемонии Корвин надел корону на себя, но после того, как её скинули с головы, он бросил корону в Эрика, стараясь попасть в глаза. Эрик же поймал корону, надел на голову и издал свой первый королевский приказ: бросить Корвина в темницу и ослепить его. В ответ Корвин накладывает проклятие на Эрика, чтобы тот никогда не правил спокойно. Спустя 3,5 года, когда глаза узника восстановились, Дворкин, создатель Козыря и Образа, таинственным образом появившийся в камере, помог Корвину бежать, нарисовав портрет маяка Кабры, который, также как и Козырь, мог перетащить человека в определённое место.

#### Ружья Авалона
Скрываясь в Тенях, беглец, сам того не зная, попадает к отцу, который, также скрываясь от предавших его детей, принял облик Ганелона, старого боевого товарища Корвина по Авалону. Они встретились в Лоррейне, Тени Авалона, в которой Ганелон правил, после того как предал Корвина и был сослан им туда за это. В Лоррейне появился странный Чёрный Круг, грозившийся захватить Лоррейн. Корвин и отец побеждают и уничтожают этот Круг. Сам Корвин узнал от Стригалвира, главаря орд Чёрного Круга, что именно он, Корвин, своим проклятьем в адрес Эрика, выпустил из Хаоса, породившего Чёрный Круг, силы, которые грозились уничтожить все Тени и Амбер. Далее отец сопровождает сына в его скитаниях и скрытно направляет его действия. Когда Корвин дошёл до Авалона, когда-то бывший под властью его, он увидел, что Авалоном правит его старший брат Бенедикт. Он борется с Чёрной Дорогой (Чёрный Круг в Лоррейне был её подобием), и во время одной из битв, адская дева Линтра отсекает Бенедикту правую руку. Бенедикт в приступе злости убил её. Будучи в Авалоне, Корвин получает вещество, способное заменить в Амбере порох, для того чтобы атаковать Амбер. Там же, в Авалоне, Корвин встречается с девушкой по имени Дара. Она называет себя правнучкой Бенедикта и Линтры. Девушка сказала, что видела Джулиана и ещё одного брата, Джерарда (раненого), которые пришли к Бенедикту. Как окажется потом, Дара принадлежала королевской семье Хаоса и спасла Оберона из тюрьмы, заключив с ним договор. По нему Корвин, являющийся наследником трона, должен жениться на Даре, и та должна родить преемника. Девушке пришлось обманывать Корвина, чтобы выпытать интересные ей данные о королевской семье Амбера.
Отец, под обликом Ганелона, продолжил контролировать действия Корвина и чтобы привлечь его к Даре, он убивает 4 стражников Бенедикта. Корвин, придя на место убийства, встречает там Дару, где они занимаются любовью.
Боясь того, что Бенедикт узнал о отношениях с Дарой, Корвин вместе с отцом, сбегает из Авалона. Бенедикт преследует их, но не из-за Дары, а из-за тех 4 стражников, которыми Бенедикт очень дорожил. Чтобы спастись от разъяренного брата, Корвин пересекает Чёрную Дорогу. Для её пересечения Корвин думал об Образе, и тот пробил как был тропу в дороге. Бенедикт успел сильно приблизиться к Корвину и Ганелону. И тогда Корвин бьётся с Бенедиктом, который считался непобедимым. Но Корвин сумел одержать победу над братом, заманив того в Чёрную Дорогу и нанеся ему удар. Далее Корвин по Козырю, забранному у Бенедикта, вызывает Джерарда, чтобы тот позаботился о брате. Джерард согласился, а также порекомендовал Корвину пока не атаковать Амбер, поскольку Чёрная Дорога дошла до Амбера и орды чудовищ постоянно атакуют город. Но несмотря на это, Корвин всё равно входит в Тень Земля, где заказывает оружие и серебряные пули. Он также побывал в своём бывшем доме, где в сейфе нашёл письмо от Эрика с призывом о помощи. Далее Корвин, со своим вооружением находит сторонников, из которых формирует мобильную стрелковую дивизию и возвращается с ней в Амбер. Здесь он застаёт грандиозное сражение, и Амбер уже должен был пасть под ударами сил Хаоса, если бы не неожиданное нападение Корвина на общего врага. Но для короля Эрика все кончено; в бою за Амбер он смертельно ранен и едва успевает дружески проститься с бывшим заклятым врагом, братом Корвином, которому он завещал трон и Камень Правосудия — самоцвет, с помощью которого можно менять погоду.
И тут появляется Дара, прошедшая по Чёрной Дороге в Амбер. Она прошла Образ, и когда дошла до центра сказала: «Амбер будет разрушен» и исчезла.

#### Знак Единорога
Но правление Корвина нельзя назвать удачным. Уже через неделю после возвращения Корвина был убит Каин. Тогда Рэндом, который при Эрике сидел, вместе со своей слепой женой Виалой, в тюрьме, рассказал о том, что он пытался спасти брата Бранда. Как оказалось, Бранд смог вызвать Рэндома по Козырю и позвать на помощь. Рэндом дошёл до тюрьмы, но несмотря на то, что он убил главаря стражи, змея, он отступил, поскольку за ним погнались те 6 странных существ, которые были убиты в доме Флоры в первой части серии. Тут стало ясно, что плетется масштабный заговор в семейных кругах.
Для защиты себя от нападения армий противника, Корвин проходит Образ вместе с Камнем Правосудия. Дойдя до середины, Корвин спроецировал себя в Камень, где прошёл Образ, хранившийся в недрах Самоцвета.
На похоронах Каина Джерард силой заставил дать Корвина клятву, что если окажется, что Корвин виноват в смерти Каина, он понесёт жесткое наказание. Буквально сразу же на кладбище появился Единорог, волшебное существо, символ Амбера, редко появляющийся в черте города. Тем же вечером состоялось семейное собрание, на котором из тюрьмы, с помощью Козыря, был вызволен Бранд. Однако кто-то успел пырнуть Бранда кинжалом. Странным образом, однако, он выживает и Джерард встаёт на защиту Бранда. Через несколько минут к Корвину подошла Фиона, которая предупредила Корвина относительно Камня. Оказывается, при долгом использовании Самоцвет начинает высасывать силы из своего владельца, и если это не прекратить, человек, носящий Камень умрёт. Именно это Фиона назвала причиной смерти Эрика.
Когда Корвин возвращался с собрания в свои покои, на него было совершено покушение. Но Камень Правосудия, висевший на шее Корвина, переместил своего владельца в его бывший дом в Тени Земля. Там Корвин, боясь, что Камень убьёт его, зарыл Самоцвет в компостную кучу. Увидя умирающего Корвина, Билл Рот, друг персонажа в Тени Земли подобрал его и отвёз в больницу. На следующий день на встрече с Биллом Корвин продаёт дом, а также узнаёт, что записи, которые свидетельствовали о его психических проблемах были подделаны неким Брандоном Кори, пока настоящий доктор был в командировке. С помощью Козыря Рэндома, Корвин возвращается в Амбер, где внезапно исчезли Фиона и Джулиан. Тогда герой пошёл к Бранду, который пришёл в сознание, и узнал для себя очень много нового. Например, в семье сформировались две коалиции, которые хотели сместить Оберона и Корвина от власти. В первой были Эрик, Джулиан и Каин, во второй — Фиона, Блейз и Бранд. Вторая группировка была сильнее, и именно они упрятали отца в тюрьму. Эрик же расправился с Корвином, так что в итоге всё шло к отстранению одной из группировок. Но тут из-за разногласий, вторая группировка распалась, и, по словам Бранда, Фиона и Блейз продолжили противиться Эрику. Также по словам Бранда, Корвин мешал осуществить планы Фионы и Блейза, так что Блейз и стрелял в Корвина. Бранд же оказал первую медицинскую помощь перед прибытием полицейских, за что и был пойман Блейзом и Фионой и посажен в тюрьму. Также он сказал, что ножом его пырнула Фиона, боясь его возвращения.
Следующей ночью Корвин пошёл в Тир-на Ног-т, воздушную копию Амбера, город призраков и видений. Благодаря могуществу Грейсвандира (меча Корвина) он мог, коснувшись призрака, начать общение с ним. Когда он зашёл во дворец, Корвин увидел Бенедикта, сидящего на троне, и Дару. Коснувшись Дары, Корвин спросил кто она такая. На что она ответила, что её генеалогическое дерево восходит к Бенедикту и Линтре, и просила Корвина вернуться в могилу. А Бенедикт, на месте правой нормальной руки которого была металлическая, вступил в поединок с Корвином. Когда с восходом солнца Тир-на Ног-т начал исчезать, Корвин в падении отсёк руку Бенедикту и с нею приземлилися. Возвращаясь оттуда с Рэндомом и Ганелоном, Корвин рассказал Ганелону о генеалогическом древе королевской семьи Амбера. Но по ходу этого, кто-то (как позднее выяснится, это был Оберон в облике Ганелона) переместил их из долины Гарнат, в которой находился Амбер, сквозь Тени, в настоящий подлинный Амбер. В нём находился первозданный Образ, начертанный Дворкином. Он был слегка сломан.

#### Рука Оберона
Как только Корвин подошёл к подлинному Образу, он увидел странные чёрные пятна на линии и стало ясно, что именно отсюда берёт истоки Чёрная Дорога. Также на линии лежал какой-то предмет. Благодаря Ганелону, доставшему предмет с линии (это был Козырь. на котором Рэндом опознал Мартина), сразу стало ясно, что кто-то вызвал по Козырю Мартина, сына Рэндома, изображенного на карте, для того, чтобы пролить его кровь на Образ. Это было нужно для повреждения линий узора. Для охраны Образа кто-то поставил грифона, который был чувствителен к повреждениям линий лабиринта. Для того, чтобы узнать побольше информации о Мартине, Корвин решил обратиться к Бенедикту. В своё время Дара сказала Корвину, что у Авалона был некто по имени Мартин. С помощью Козыря Корвин, Рэндом и Ганелон переходят к Бенедикту, от которого узнают, что Мартин, после того как прошёл Образ в Ребме, перенесся в Авалон, где был Бенедикт, научился обращению с Козырями и оружием и уехал. После этого разговора Бенедикт и Рэндом поехали искать Мартина, а Корвин вернулся в Амбер, где он повстречался с женой Рэндома, Виалой. По ходу разговора с ней герой призадумался о надобности ему трона. Ночью Корвин решил навестить Дворкина. Он принял Корвина за Оберона, принявшего обличие собственного сына, и раскрыл ему план о надобности уничтожения Образа с целью повторного создания. Также он узнает, что Оберон против такого плана, и намерен реставрировать поврежденные участки (ценой собственной жизни). Позже Дворкин узнает своего внука, и размышляет о возможности Корвина реставрировать Образ, однако разговор быстро заканчивается, так как Дворкин начал терять контроль над собой, и королю удается бежать по случайному козырю, ведущему во владения Хаоса. Там он натыкается на дозор, убивает одного из разведчиков, после чего готовится к бою со вторым. Второй же, увидев Грейсвайдир узнает Корвина, и отпускает его (как позже выясняется, вторым дозорным был Мерлин, сын Корвина). По возвращении Корвин мирится с Бенедиктом, который начал пользоваться металлической рукой из Тир-на-Ног-та, ведет диалог с Брандом, в процессе которого становится известно, что тот почти убил Корвина, "если бы не хотел запачкать любимый коврик".
Позже Корвин узнает про бегство Бранда, и, благодаря Ганелону, успевает сбежать в тень-Землю за Камнем Правосудия. По пути в тень, Корвин встречает Джулиана (также сбежавшего в ночь освобождения Бранда), и понимает в разговоре с ним, что именно Бранд стоит за покушением на Корвина, а также истинном значении электротерапии. Корвин любой ценой стремиться попасть на Землю, дабы успеть задержать Бранда, однако тот в последний момент ускользает с Камнем.
На связь с Корвином выходит Фиона, которая окончательно расставляет точки в вопросе заговора, а также переносит его к первозданному Образу, до которого уже добрался Бранд. Корвин вступает с ним в дуэль, проходя по Образу (пользуясь замедлением передвижения на последних витках лабиринта), обрекая Бранда на бегство. Корвин, понимая, что прохождение любой версии Пути, приближенной к подлинной, настроит Бранда на Камень, усиливает охрану в Рембе и Амбере (также и подлинном), но понимает, что в  Тир-на-Тог-те это сделать невозможно, и именно туда направится Бранд. По идее Ганелона (Оберона), Бенедикт проходит Огненный Путь  в Амбере, и должен переместиться в Тир-на-Тог-т по наступлении ночи. Как и планировалось, Бранд начинает прохождение образа там, и, частично настроившись на камень, он заставляет Бенедикта принять неподвижное положение. Внезапно, когда Лабиринт оказывается почти пройденным, металлическая рука Бенедикта оживает и выхватывает камень у Бранда. Город растворяется, Бенедикт возвращается к Корвину при помощи козыря.
Корвин задумывается о случившихся обстоятельствах, и понимает, что череда случайностей имеет свой источник, после чего связывается по карте с отцом. Оберон отвечает на призыв, раскрывая свой облик.

#### Владения Хаоса
Кроме многочисленных и запутанных придворных интриг, он с помощью отца и Дворкина раскрывает грандиозный заговор, который устроил брат Бренд. Это Бренд по сговору с Хаосом заманил короля Оберона в ловушку, и тому нескоро удалось освободиться из заключения. Это Бренд, лучший ученик Дворкина, нашёл способ уничтожить Амбер и почти сумел его осуществить. Заманив Мартина, сына Рэндома, в настоящий Огненный Путь, для которого даже Амбер является лишь Отражением, он пролил там королевскую кровь, смывшую часть волшебного рисунка и открывшую по смытому участку проход силам Хаоса через все Отражения до самого Амбера. Чтобы восстановить смытый рисунок, Оберону пришлось пожертвовать собственной жизнью, а Корвин, не будучи уверен, что отцу это удалось, создал ещё один Огненный Путь (Путь Корвина), чтобы Хаос не мог восторжествовать над порядком.

#### После цикла Корвина
После проводов отца, Корвин отправляется в самостоятельное путешествие по Хаосу, где в итоге и был схвачен отрядом, посланным Дарой. Несмотря на поражение в битве, она продолжила строить козни Амберу и убрала главную преграду для этого — Корвина. Его заключили в заколдованную тюрьму, в которую с помощью Козырей не пробраться. В итоге Мерлин, в конце 10-й, заключительной книге цикла спасает Корвина и с помощью спикарта отправляет его в Амбер
В последний раз Корвин появляется в рассказе «Зеркальный коридор» («Hall of Mirrors», 1996), когда он, освобождённый Мерлином из темницы, возвращается в Амбер.

## Путь Корвина
Путь Корвина, наделённый разумом точно так же, как истинный Огненный Путь и Логрус, вынужден был ограждать себя от Сил Амбера и Хаоса. Одной из его способностей была возможность проникать в пространство между Тенями, или в Подтенье, которое было недоступно ни Огненному Пути, ни Логрусу. Кроме того, он способен извлекать из памяти людей, «прошедших» его узоры, видения и воплощать их в реальности. Помимо вещей и обстановки, новый Огненный Путь материализовывал двойников своих посвящённых, в частности, так появились Призрак Корвина и Призрак Ринальдо. Призраки существовали за счёт подпитки энергией Пути.

## Призрак Корвина
Так как мир Пути Корвина не заселён, чтобы взаимодействовать с мирами окружающих его Сил, Путь создал Призрак Корвина. Призрак выполнял задачи агента, выполняя различные поручения и являлся хранителем и защитником своего Пути. Причём, Призрак Корвина был намного сильнее, чем призраки Амбера или Хаоса, ведь Путь Корвина отдавал силы лишь одному призраку. Фракир даже посчитала, что он человек.

## Грейсвандир
Грейсвандир (Grayswandir) — ночной клинок Огненного Пути, принадлежавший принцу Корвину. По свидетельству самого Корвина, был откован на первых ступеньках призрачной лестницы Тир на Ног'тх.
Внешний вид: на поверхность клинка нанесён узор, повторяющий часть линий Огненного Пути. Обладает магическими свойствами — позволяет владельцу проходить через повреждённые участки Огненного Пути, также им можно поразить призраков Огненного Пути и Логруса, позволяет устанавливать контакт с привидениями Тир на Ног’тха.
Сестрой-близнецом Грейсвандира считается Вервиндль, Дневной клинок Огненного Пути, (клинок принца Бренда, позже — Ринальдо).
В рассказе «Зеркальный коридор», опубликованном после смерти Желязны, упоминается, что и Грейсвандир и Вервиндль являются спикардами, перевоплощёнными в клинки, да так ими и оставшимися. В рассказе «Кстати о шнурке» мы узнаем имя спикарда, который был перевоплощен в Вервиндль. Это имя — Раут.

## Критика и отзывы
- Корвин занял 9 место в списке 10 самых главных персонажей фэнтези по версии журнала «Мир фантастики». Автор назвал Корвина самым ярким персонажем цикла.[13]